# Crimine d'amore
Crimine d'amore è un film televisivo del 1992 diretto da Joyce Chopra.
Il film è basato sulla storia vera del rapimento di Rachael Ann White, che venne rapita da casa dei nonni il 19 febbraio 1988 a in Colorado Springs, Colorado, e ritrovata quattro giorni dopo.

## Trama
Bianca Hudson, in crisi col marito Cal, cerca di salvare il suo matrimonio inventando di essere incinta. Quando giunge il momento del parto decide di sequestrare il bambino di un'altra donna. 